# Gerald Ameln
Gerald Ameln (Accra, 30 giugno 2001) è un giocatore di football americano tedesco, che gioca come runningback per i Cologne Centurions.
Dopo aver giocato per 3 squadre giovanili si trasferisce nel 2021 nei Frankfurt Galaxy, da lì agli Hamburg Sea Devils e ai Cologne Centurions.

## Palmarès
- 1 ELF Championship (Frankfurt Galaxy, 2021)